# GIANTmicrobes
GIANTmicrobes es una compañía de juguetes situada en Stamford, Connecticut. GIANTmicrobes fabrica peluches que se parecen a microorganismos, y también peluches que
representan patógenos humanos. Los peluches, denominados GIANTmicrobes se fabricaron primordialmente
con un fin educativo y se pueden encontrar no solo en jugueterías, sino también en instalaciones médicas, farmacias y otros establecimientos relacionadas con el mundo de la salud. Se han expuesto en el Museo de Arte Moderno de Nueva York.[cita requerida] Los peluches cuentan con una etiqueta en varios idiomas con el nombre del patógeno o microorganismo en cuestión y los síntomas de la enfermedad que causa.

## Aspecto y formato
Los peluches tiene un aspecto similar al de los microorganismos reales con la misma morfología y rasgos tales como
cilios o flagelos. No obstante, tienen colores brillantes, una textura suave y características antropomórficas, como ojos o rasgos faciales acordes con algún aspecto del organismo o enfermedad que representan. Los peluches poseen una tarjeta que muestra una fotografía de una fotografía a través del microscopio del microorganismo
y su nomenclatura científica, junto con algunos hechos clínicos relacionados con la enfermedad o enfermedades que causan.

## Microbios representados
Existe un cierto número de microbios representados en formato de peluche, agrupados por el fabricante en diferentes categorías, a veces arbitrarias y que no reflejan siempre las características clínicas de las enfermedades causadas por los organismos; de hecho, algunos microbios tales como el T4 bacteriófago y el Vida Marciana
no representan agentes causantes de enfermedades en humanos. Hasta la fecha, los microbios se agrupan en: Males, Calamidades, Bichos, Enfermedades Alimenticias, Enfermedades Exóticas, Enfermedades Venéreas, Aéreos, Enfermedades Ambulatorias, Enfermedades Infecciosas Salvajes, Organismos del Cuerpo Humano, Acuáticos, Virus y Bacterias y Enfermedades Tropicales. Existe una categoría especial denominada "Profesionales", dirigida a profesionales de la salud. La empresa también ofrece otros productos basados en el mismo concepto, como dispensadores de jabón, ropas, objetos de regalos, figuras de vinilo y adornos navideños.
El siguiente listado indica los peluches fabricados por la empresa:

### Virus
- Rhinoviridiae (Resfriado común)
- Orthomyxoviridae (Gripe)
- Virus de Epstein-Barr (Enfermedad del Beso)
- VIH (sida)
- Virus del ébola (Ébola)
- Poliovirus (Polio)
- Virus de la Hepatitis C
- Virus de la Rabia (Rabia)
- Virus del Herpes, agente causante del herpes genital
- Virus de la Varicela-Zóster (Varicela)
- T4
- Virus del Nilo Occidental
- H1N1/Gripe porcina
- Gripe Aviar
- Virus del papiloma humano
- Sarampión (Morbillivirus)
- RubeolaRubellavirus
- Dengue Estegomia Calopus
- Norovirus Norovirus
- Rotavirus Rotavirus
- COVID-19 COVID-19

### Bacterias
- Yersinia pestis (Plaga), también llamada la Muerte Negra
- Streptococcus pyogenes (Bacteria Devoradora de Carne)
- Streptococcus pneumoniae (Dolor de Oídos)
- Bordetella pertussis (Tos), causa tos ferina
- Shigella dysenteriae (Dolor de Estómago)
- Helicobacter pylori (Úlcera)
- Propionibacterium acnes (Acné)
- Porphyromonas gingivalis (Mal aliento), causa gingivitis
- Escherichia coli posiblemente strain O157:H7 (E. coli), que puede causar intoxicación alimenticia
- Mycobacterium tuberculosis (TB), causa tuberculosis
- Salmonella typhimurium (Salmonella)
- Neisseria gonorrhoeae (causa gonorrea)
- Treponema pallidum (Sífilis)
- Salmonella typhi (Fiebre tifoidea)
- Borrelia burgdorferi (Enfermedad de Lyme)
- Staphylococcus aureus (conocido como Estafilococo o Estafiloloco áureo resistente a la meticilina)
- Chlamydia trachomatis (Clamidia)
- Bacillus anthracis (causante del carbunco)
- Clostridium difficile (C. Diff)
- Streptococcus mutans (Caries
- Clostridium perfringens, agente causante de la gangrena
- Lactobacillus bulgaricus, usado en la producción de yogur
- Lactobacillus acidophilus, bacteria que ayuda a la digestión humana
- Cólera (Vibrio cholerae)
- Diarrea (Campylobacter jejuni)
- Listeria (Listeria monocytogenes)
- Intoxicación alimenticia (Bacillus cereus).
- Botulismo Clostridium Botulinium
- Lepra Mycobacterium leprae
- Tétanos Clostridium Tetani
- Meningitis Neisseria Meningitidis

### Organismos Eucarióticos
- Giardia lamblia, protozoo que causa la Giardiasis
- Trichophyton mentagrophytes, hongo que causa el pie de atleta
- Trypanosoma brucei, agente causante de la enfermedad del sueño.
- Saccharomyces cerevisiae, tipo de levadura.
- Dermatophagoides pteronyssinus, uno de los ácaros del polvo.
- Anobium punctatum, el insecto roedor de libros.
- Cimex lectularius (Chinche)
- Pediculus capitis (Piojo)
- Anabaena (Alga)
- (Bidulfia)
- Dirofilaria immitis (Gusano del corazón)
- Sarcoptes scabiei (Sarna)
- NoctilucaDinoflagelado que tiene una enzima que cuando reacciona con oxígeno, provoca un destello de luz
- Alexandrium tamarense (Marea Roja)
- Euphausia superba (euphausiacea)
- Musca domestica (Mosca)
- Culex pipiens (Mosquito)
- Lucilia sericata (larva de mosca)
- Plasmodium falciparum (Malaria)
- Stachybotrys chartarum (Moho tóxico)
- Penicillium chrysogenum (Penicilina)
- Lasius niger, hormiga negra
- Solenopsis invicta, hormiga roja
- Toxoplasma gondii, toxoplasmosis
- Amoeba proteus (Ameba)
- Leishmania tropica, agente causante de Leishmania
- Hypsibius dujardini (Tardígrado), también conocido como "Oso de agua".
- Candida Albicans, causa vaginitis o moniliasis
- Babesia Microti, causa babesiosis
- C. Elegans (Caenorhabditis elegans)

### Células y Tejidos
- Leucocito o (Glóbulo blanco)
- Eritrocito o (Glóbulo rojo)
- Trombocito o (Plaqueta)
- Adipocito (Célula adiposa)
- Neurona (existen dos peluches diferentes que presentan la Neurona y las células nerviosas)
- Óvulo
- Espermatozoide
- Célula madre

### Priones
- Encefalopatía Bovina Espongiforme (Mal de las vacas locas)

### Otros
- Virus informático
- Vida marciana, una representación de una biofirma encontrada en un meteorito de Marte ALH84001.
- En 2006, y sólo para Alemania, se fabricó un microbio con la forma de un balón de fútbol para la copa mundial de fútbol, llamado Fussball Fieber o "Fiebre del fútbol". En Estados Unidos se produjo una pequeña tirada a finales de 2008.